# Bandar-e Kīāshahr
Bandar-e Kīāshahr (persiska: بندر کیاشهر) är en ort i Iran.   Den ligger i provinsen Gilan, i den norra delen av landet, 230 km nordväst om huvudstaden Teheran. Antalet invånare är 13 762.
Terrängen runt Bandar-e Kīāshahr är mycket platt. Runt Bandar-e Kīāshahr är det tätbefolkat, med 427 invånare per kvadratkilometer. Närmaste större samhälle är Khoshk-e Bījār, 17,4 km väster om Bandar-e Kīāshahr. Trakten runt Bandar-e Kīāshahr består till största delen av jordbruksmark.